# 남부개혁대학신대원

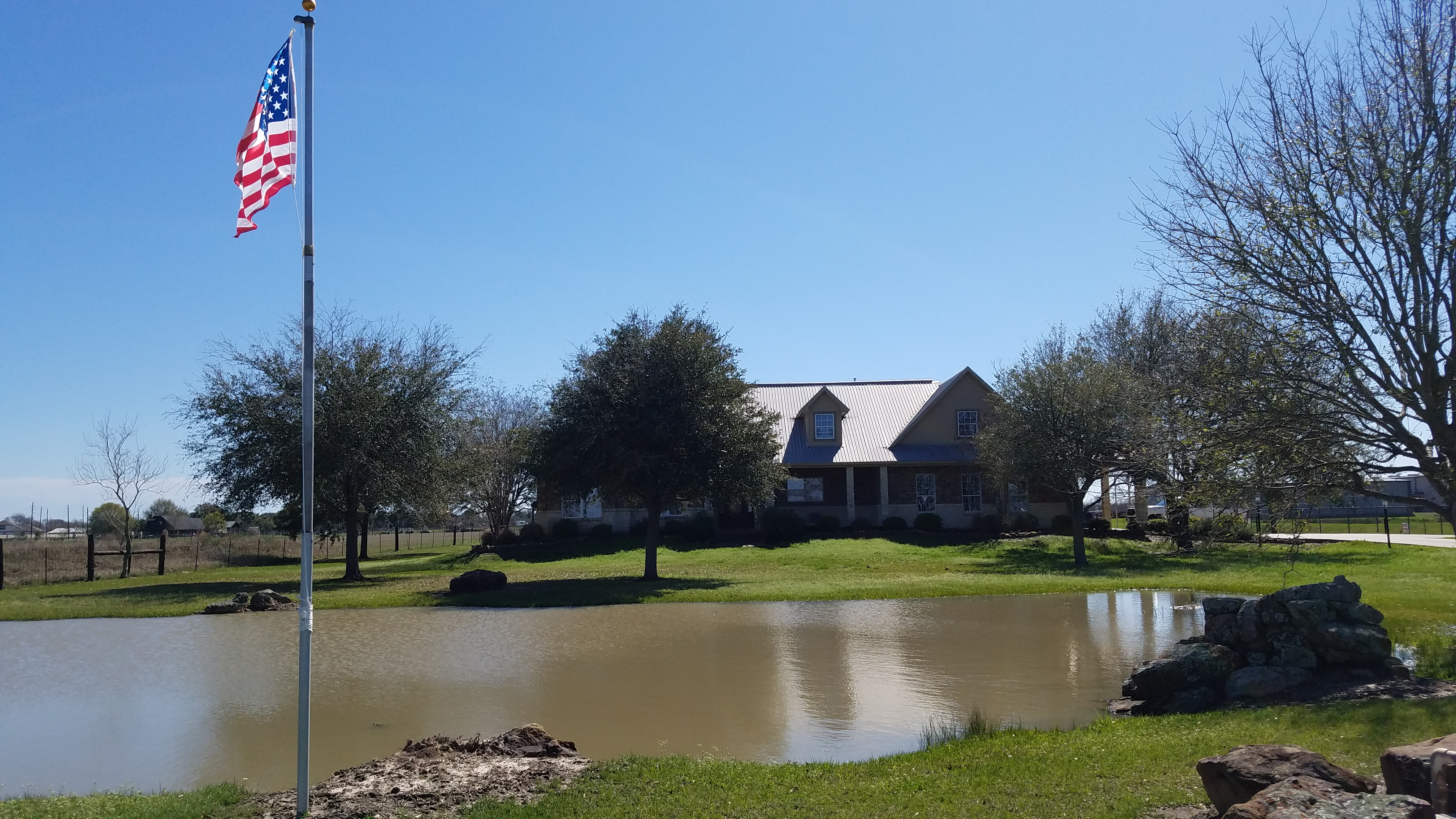
남부개혁대학신대원

남부개혁대학신대원은 대전에 소재한 중부대학의 설립자인 이영수 (목사)의 동생인 이영태 목사가 2008년에 휴스턴 택사스에 설립한 미국대학 및 신학교이다. 2014년 미연방정부 교육청이 인정하는 인가기관 중 하나인 성서고등교육협의회 Association for Biblical Higher Education에 가입하여 2019년에는 준회원으로 인가승인 받았다. 남부개혁대학은 미주남부에서는 유일하게 한인이 설립한 다민족대학이다. 현 총장은 고 이영태목사의 장남인 이광진 (James A. Lee) 박사이다.